# Liliovec kostilomka

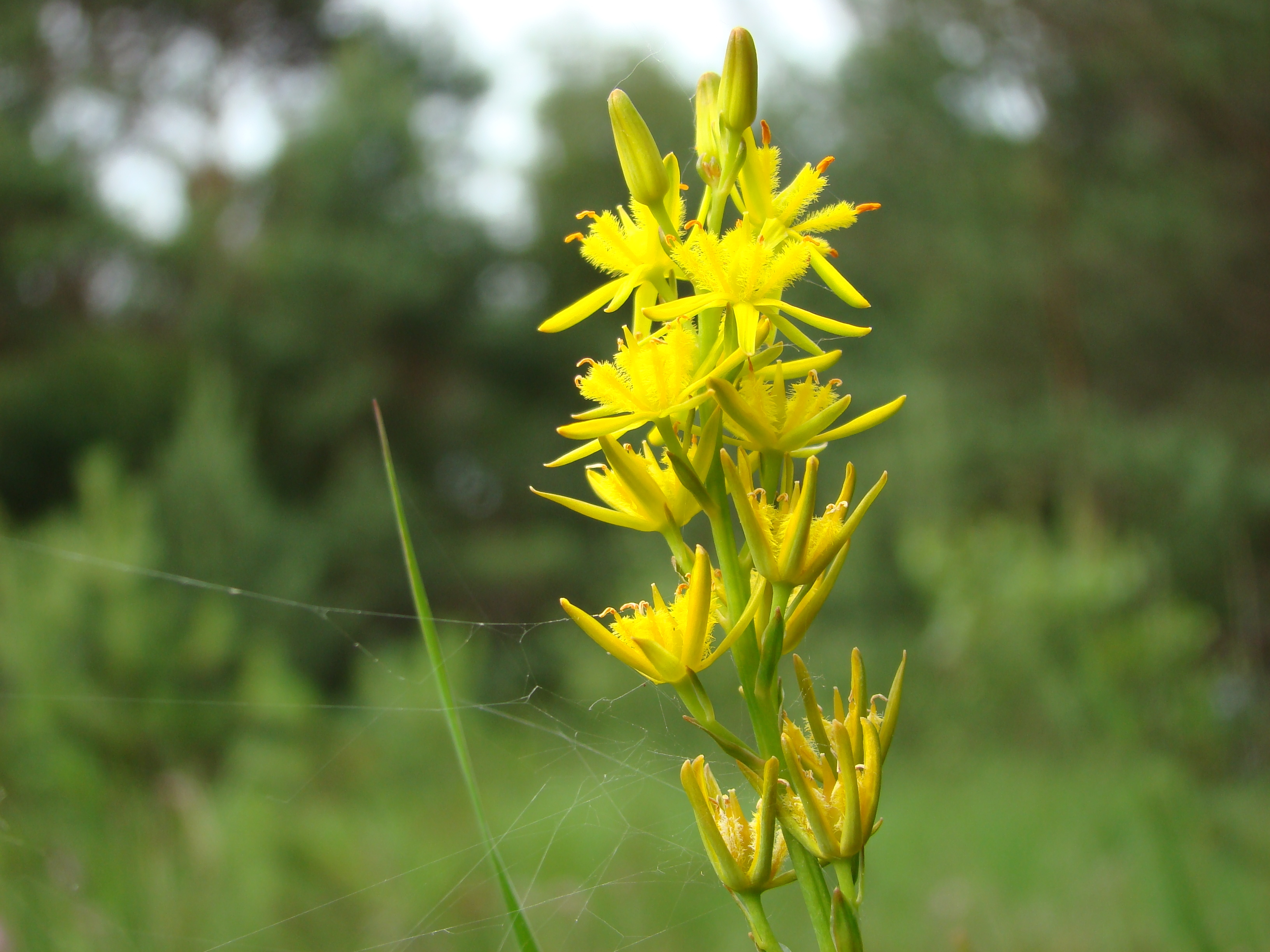
Květenství

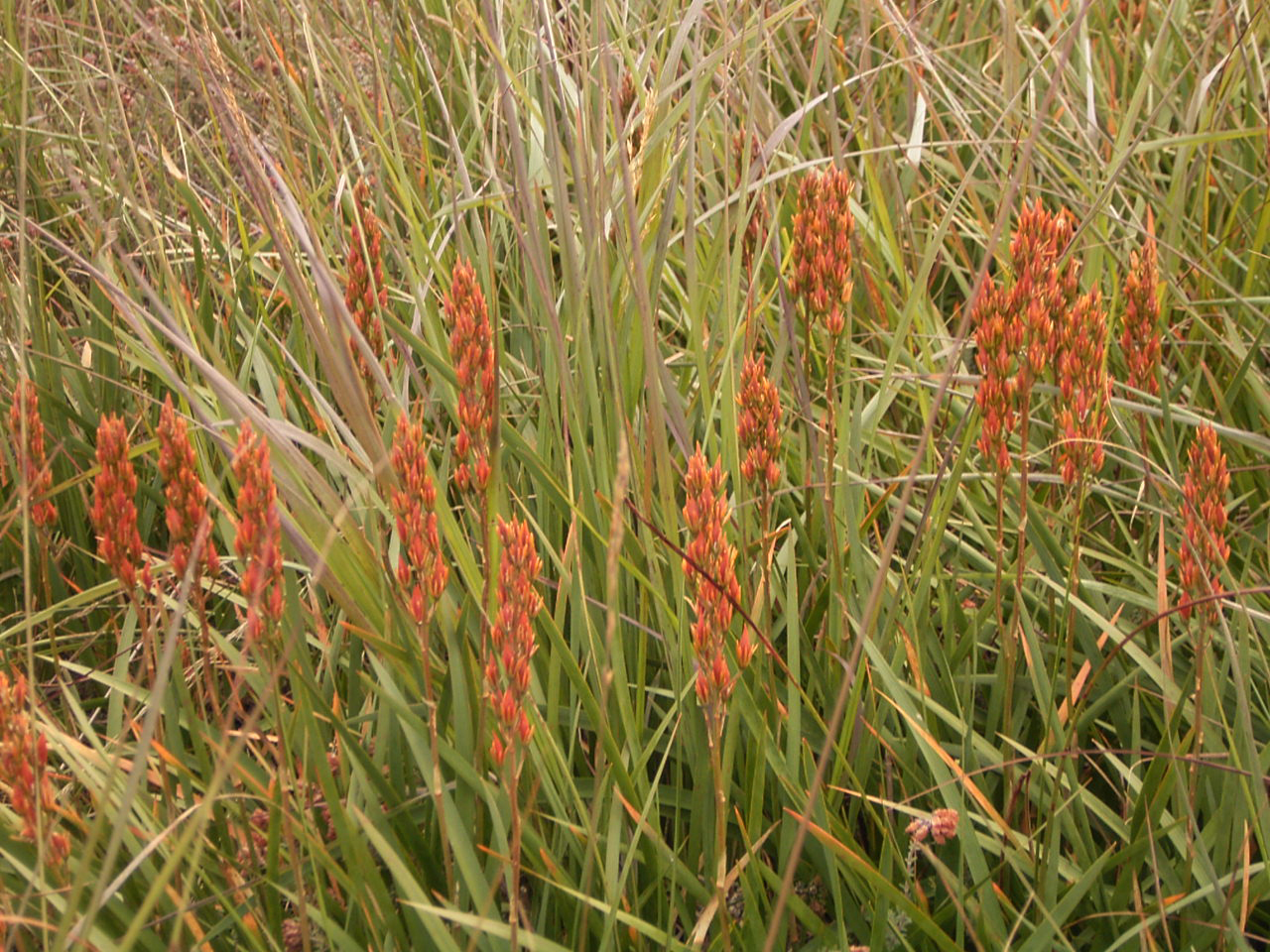
Tobolky

Liliovec kostilomka (Narthecium ossifragum) je nevysoká bylina se zářivě žlutými květy, která je v České republice považována za vymizelou. Je to druh z malého rodu liliovec, který se ve Střední Evropě, vyjma západu Německa, nevyskytuje. V roce 2011 se stal německou Rostlinou roku.

## Výskyt
Druh je rozšířen v západní Evropě, kde roste od severu Pyrenejského poloostrova přes Francii a část Německa až po Britské ostrovy a Skandinávský poloostrov. Roste na kyselých půdách, dlouhodobě vlhkých loukách, rašeliništích, vřesovištích i v bažinách, škodí mu ale dlouhodobé zaplavení vodou. Protože nesnáší zastínění, je vázán hlavně na bezlesé areály. Vyskytuje se od nížin do nadmořské výšky 1000 m n. m.
Na území dnešního Česka byl tento druh pozorován na přelomu 19. a 20. století na dvou lokalitách u Slatiňan v okr. Chrudim. Pak se na mnoho let z české přírody vytratil a teprve před 30 lety se krátkodobě objevil v témže okrese na zcela novém stanovišti u Skutče; pravděpodobně se jednalo o krátkodobý výskyt rostliny ze semene zaneseného migrujícími ptáky. Od té doby liliovec kostilomku v ČR nikdo nespatřil.

## Popis
Vytrvalá bylina, dosahující do průměrné výše 30 až 40 cm, která vyrůstá z až 20 cm hluboko rostoucího tlustého, silně rozvětveného, plazivého oddenku. Má poměrně velkou přízemní růžici tuhých, vzpřímených, čárkovitých listů, které mohou být dlouhé 10 až 30 cm a mnohdy sahají až ke květenství. Jsou mečovitě zakřivené, mají ostrý vrchol a bývají lehce oranžově zabarvené. Z oddenku často vyrůstají i plané růžice bez květných lodyh.
Mírně zploštělá lodyha je porostlá jen malým počtem menších, ve dvou řadách rostoucích přisedlých listů, které směrem vzhůru postupně přecházejí v drobné listeny. Všechny listy i listeny mají souběžnou žilnatinu, nejčastěji se šesti žilkami.
Vrcholové květenství, 6 až 7 cm dlouhé, je hustý hrozen tvořený šesti až dvaceti krátce stopkatými, oboupohlavnými květy o průměru 10 až 15 mm. Vytrvalé okvětí je tvořeno šesti lístky zespod zelenými a shora zářivě žlutými, které jsou rovnovážně odstálé, dorůstají do délky 10 až 18 mm a po odkvětu neopadávají. V květu je šest vzpřímených tyčinek se žlutými, chlupatými nitkami a oranžově červenými prašníky. Svrchní semeník má krátkou čnělku zakončenou trojlaločnou bliznou. Kvete v červnu až srpnu. Vonné květy nemají nektar a opylujícím včelám a čmelákům poskytují pouze pyl.
Plodem je sytě oranžová, trojpouzdrá, pukavá tobolka doutníkového tvaru, která bývá asi 12 mm dlouhá. Obsahuje několik desítek vřetenovitých, světle žlutých semínek asi 5 mm dlouhých s krátkou štětičkou na konci. S příchodem zimy rostlina usychá a zůstává stát hnědě zbarvená téměř po celou zimu.
Na stanovišti, jako výsledek rozrůstání větveného oddenku, roste většinou více rostlin hustě vedle sebe a vytváří široké kolonie, ve kterých mají jiné byliny jen malou šanci vyrůst. V přírodě se mohou rostliny množit i semeny s krátkou dobu klíčivosti (uvádí se méně než rok).

## Význam
Rostlina obsahuje ve všech částech toxické saponiny které by při případné konzumaci byly pro člověka škodlivé. Zhoubnost se projevuje při spásání ovcemi, u nich následkem poškození jaterních funkcí dochází k zadržovaní vody v těle a také ke zvyšování citlivosti na světlo. Hovězí dobytek, koně a divoká zvířata však rostlinu nespásají.
České druhové jméno kostilomka (stejně jako latinské ossifragum) vychází z domněnky, že při spásání liliovce křehnou ovcím jejich kosti a snadno se lámou. Pravdou je, že kostilomka roste na kyselých místech, kde je v trávě všeobecně nedostatek vápníku; pasoucí se zvířata mají proto v kostech vápníku málo a ty jsou křehčí a snáze se lámou.